# بوركينا فاسو في الألعاب الأولمبية الصيفية 2012
بوركينا فاسو في الألعاب الأولمبية الصيفية 2012 دخلت بوركينا فاسو للمنافسة في دورة ألعاب أولمبية صيفية 2012، لندن المملكة المتحدة، في الفترة من 27 يوليو - 12 أغسطس 2012. و شاركت برياضيَيْن في  رياضتيْن وهما السباحة والجودو.